# Opus Pacis
Opus Pacis – węgierski ruch katolicki, istniejący w latach 1957–1989. Członkowie ruchu współpracowali z rządem Węgierskiej Republiki Ludowej, oficjalnie w celu wspierania „idei pokoju” Krajowej Rady Pokoju.

## Historia
W 1950 roku na Węgrzech został zainicjowany ruch księży pokoju, współpracujących z aparatem komunistycznym. W 1951 roku władze obsadziły podległymi sobie duchownymi istotne stanowiska biskupie i proboszczowskie w kraju, w tym prymasowską archidiecezję ostrzyhomską. Wpisanie redagowanego przez ruch czasopisma „Kereszt” na indeks ksiąg zakazanych (1955) oraz wymówienie księżom pokoju jurysdykcji kościelnej przez kard. Józsefa Mindszentyego (1956) spowodowało odpływ członków i załamanie się ruchu.
Na początku 1957 roku rząd rozpoczął przygotowania do przywrócenia ruchu „pokojowego”. W styczniu 1957 roku nastąpiła fala aresztowań duchownych za wspieranie powstania węgierskiego. W tych okolicznościach w lutym 1957 roku rozpoczęły się negocjacje pomiędzy rządem a Kościołem. Episkopat Węgier zgodził się na utworzenie ruchu „pokojowego” pod warunkiem wierności kapłanów biskupom, rozwiązania dawnego ruchu i zamknięcia czasopisma „Kereszt”. Władze przystały na te warunki. Efektem czego było utworzenie przez władzę biskupią 23 maja 1957 roku organizacji Opus Pacis. Jej przewodniczącym został abp József Grősz.
Organem prasowym Opus Pacis było pismo „Katolikus Szó”. Działalność organizacja rozpoczęła od rozesłania zawiadomień do wszystkich parafii. W ramach ruchu utworzono w każdej diecezji komitety pokojowe i organizowano zgromadzenia pokojowe. Fakt, iż członkami organizacji byli biskupi, zmniejszył separację między ruchem „pokojowym” a dotychczasowymi jego przeciwnikami, w efekcie czego wstępowali doń duchowni przeciwni wcześniej „księżom pokoju”; niektórzy kapłani byli jednak włączani do Opus Pacis pod przymusem.
Działalność ruchu przyniosła publiczne poparcie władz; wiosną 1958 roku premier Gyula Kállai zaaprobował funkcjonowanie Opus Pacis i wyraził nadzieję, że członkowie ruchu obejmą istotne stanowiska kościelne. Po 1964 roku znaczna część węgierskich duchownych powołanych na biskupów wywodziła się z Opus Pacis; Pál Brezanóczy, w 1959 roku mianowany administratorem apostolskim archidiecezji jagierskiej, w 1969 roku został arcybiskupem tejże, zaś Sándor Klempa, od 1959 roku administrator apostolski archidiecezji veszprémskiej, objął w niej urząd biskupi w 1972 roku. Ponadto cechą charakterystyczną ruchu był fakt, iż wielu spośród jej członków współpracowało z organami bezpieczeństwa.
Ruch po konsultacjach w Rzymie został rozwiązany w 1989 roku przez bpa László Dankó.